# Chalsa
Chalsa (en népalais : चाल्सा) est un comité de développement villageois du Népal situé dans le district d'Achham. Au recensement de 2011, il comptait 2 564 habitants.